# Осада Акмолинской крепости
Осада Акмолинской крепости, также штурм Акмолинска, Сражение за Акмолинский приказ (каз. Ақмола шайқасы) — крупное сражение начального этапа восстания (1837—1838) под руководством Кенесары Касымова, в ходе которого восставшие казахи штурмом взяли Акмолинскую крепость. Оборонявшие крепость султан Конуркульджа Кудаймендин и войсковой старшина Карбышев с небольшим отрядом бежали с крепости. Крепость была восстановлена лишь после подавления восстания.

## Осада
Наступление казахских отрядов началось на рассвете 26 мая (6 июня). Казахские лучники обстреливали крепость из луков, прикрепляя к наконечникам стрел легковоспламеняющиеся просмоленные тряпки.
Но Акмолинский приказ был хорошо укреплённым районом. В округе были вырыты глубокие рвы, все близлежащие подходы были перекрыты. Крепость охраняли войска старшего султана Конуркульджа Кудаймендина и гарнизон крепости во главе с войсковым старшиной Карбышевым.
Из-за огненного обстрела в крепости вспыхнули многочисленные пожары. В тот момент, когда часть гарнизона бросилась на борьбу с огнем, один из отрядов Кенесары во главе с Басыгара-батыром, несмотря на сильный огонь, сломил сопротивление противника и ворвался в город. Но в нем кроме казачьих отрядов оказались и военные части из близлежащих Ново-Ишимских укреплений.
Во время штурма погиб сам Басыгара-батыр. Его отряды начали отступать под напором гарнизона, но Кенесары приказал своим воинам ни в коем случае не оставлять тело батыра и не отступать со своих занятых позиций. Воодушевленные приказом Кенесары, отряды батыров Агыбая, Имана и Наурызбая вторым штурмом проникли на территорию крепости.
Внутри крепости начался жестокий уличный бой, продолжавшийся с неослабевающим упорством до наступления темноты. Ночью Карбышев и Конуркульджа с небольшим отрядом бежали из крепости. На следующий день разрушенная крепость все еще пылала огнём. Кенесары-хану достались трофеи и много военнопленных. Хотя это и был крупный успех в военных действиях, однако оставаться в крепости было опасно, и Кенесары со своими отрядами покинул её. В этой военной операции, проявил себя как талантливый полководец — Иман-батыр, а именно в боях у крепости Кокалажар и в местностях Айдарлы, Байток.
Следующим шагом стало уходом Кенесары с его отрядами в степи Тургая, где к восставшим присоединилась разбитая армия Исатая Тайманова и отряды Жоламана Тленшиулы.

## Последствия
22 июня того же года, Кенесары-хан совершил набег на Актауское укрепление. Крепость была плотно окружена повстанцами, однако восставшие ограничились разгромом четырех казачьих пикетов и угоном лошадей. На следующий день из укрепления вышел русский отряд под руководством Кузнецова для преследования, но не найдя казахов отступил обратно. 
С конца 1838 года районы Тургая и Иргиза становятся основной базой казахских отрядов, а войска Кенесары объединяют большинство родов Среднего и Младшего жузов. Царские власти, видя бесполезность карательных экспедиций, меняют тактику и заключают перемирие с восставшими.

## В литературе
- Касымбаев Ж. Кенесары Касымов // Последователь Абылай хана. — Алматы: Аруна, 2005. — 92 с. — ISBN 9965 - 26 - 054 - 0.